# Рудановский, Николай Васильевич
Николай Васильевич Рудановский (15 (27) ноября 1819 — 2 (14) января 1882) — российский контр-адмирал, картограф, исследователь Сахалина, Нижнего Амура, Приморья и Каспийского моря.
Родился в семье помещика Казанской губернии 15 ноября 1819 года Василия Васильевича Рудановского и Раисы Анатольевны Рудановской, крещен во Владимирско-Богородской церкви г. Вятки, женат на Маргарите Ивановне помещице Казанской губернии. Есть брат-близнец — Василий (Валерий?) Васильевич Рудановский.

## Биография

### Начало деятельности. Исследование Балтийского моря
14 ноября 1835 поступил кадетом в 1-й штурманский полуэкипаж. 30 марта 1841 произведён в Корпуса флотских штурманов (КФШ) прапорщики.
В 1842 году занимался гидрографической работой, в частности, промерами в Финляндских шхерах. После этого, в 1843—1850 годах, служил в Балтийском море на кораблях «Кацбах», «Императрица Александра», «Император Александр I» и винтовом фрегате «Архимед».
8 апреля 1851 года произведён в подпоручики, а 19 декабря того же года — в поручики, с переименованием в мичмана, и с назначением в Петропавловский Порт. С этого времени началась деятельность Н. В. Рудановского по исследованию Амура и Сахалина. 30 марта 1852 года, ещё до прибытия в Петропавловский Порт, Н. В. Рудановский получил звание лейтенанта.

### Исследование Охотского и Японского морей. Сахалинская экспедиция
В 1853 году служил в Охотском море, старшим офицером на транспорте «Иртыш». Затем на транспорте РАК «Николай I» прибыл на Сахалин и поступил под начало руководителя амурской экспедиции Г. И. Невельского, в то время капитана 1-го ранга.

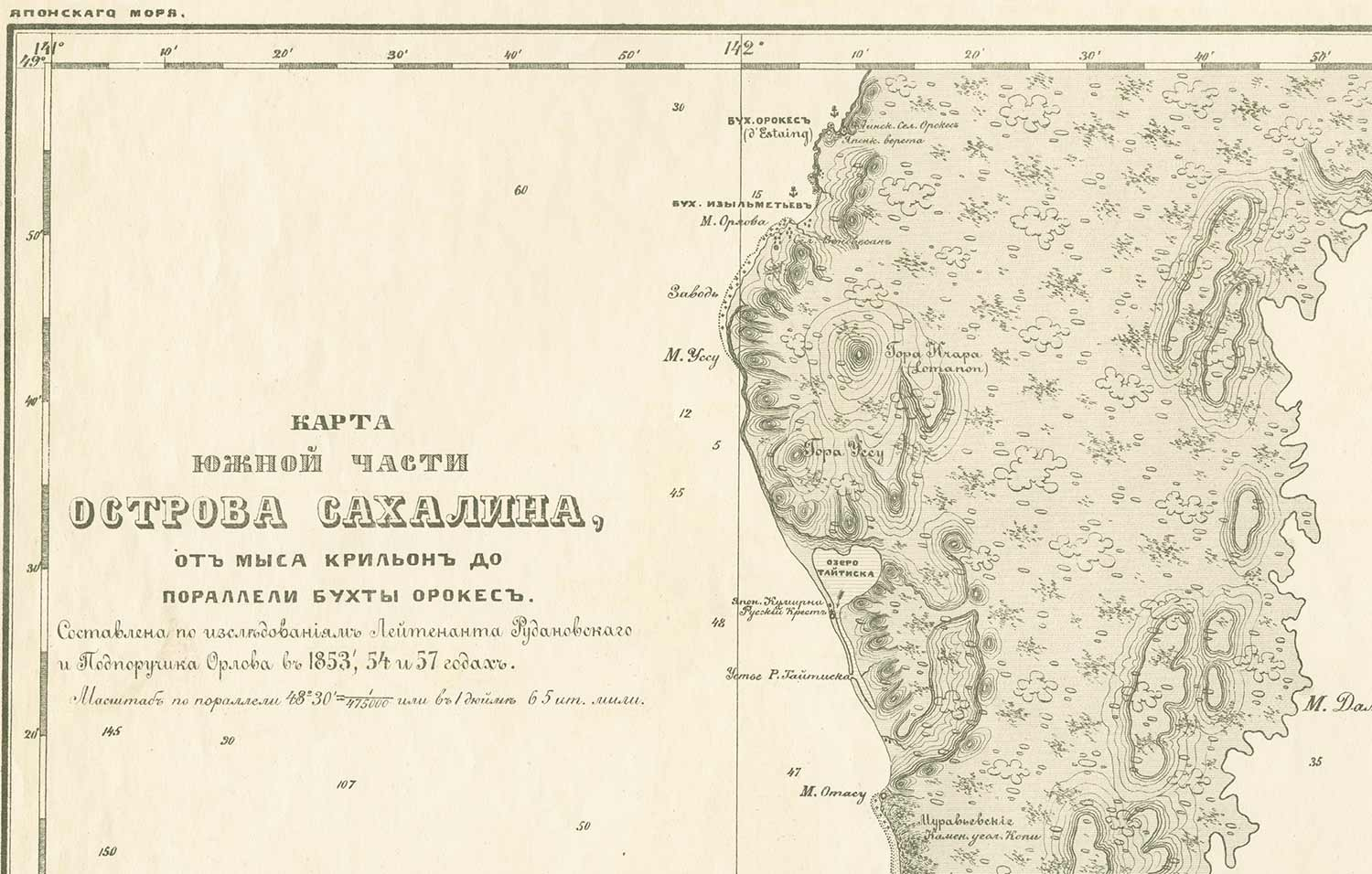
фрагмент карты острова Сахалин, составленной Н. В. Рудановским и Д. И. Орловым, по материалам экспедиций Г. И. Невельского в 1853—1857 гг.

Сразу же после основания Муравьёвского поста, осенью 1853 года, зимовавший вместе с командиром поста Н. В. Буссе, Рудановский начал свои исследования острова Сахалин:
Первая экспедиция длилась с 6 по 26 октября 1853 года по близлежащим окрестностям Муравьёвского поста, одновременно по просьбе Рудановского на посту начались регулярные метеорологические наблюдения.
Вторая экспедиция началась 29 октября и продолжалась по 14 ноября 1853 года, на шлюпке с гребцами и проводником-айном было исследовано побережье залива Анива вплоть до мыса Анива.
Третья экспедиция продолжалась с 21 ноября по 12 декабря 1853 года — было исследовано побережье близ Муравьёвского поста и сделаны промеры морских глубин.
Четвёртое, основное путешествие Рудановского проводилось уже по устоявшейся зимней дороге с 20 декабря 1853 года по 18 января 1854 года Совместно с казаком С. Берёзкиным и айном-проводником Серипонку он дошёл до берега Охотского моря и вдоль берега поднялся до 48 гр. сев. широты, и от айнского селения Мануя перевалил через хребет, выйдя на берег Татарского пролива Японского моря. Обратно, возвращаясь на Муравьёвский пост, он вместе со спутниками спускался вдоль берега Татарского пролива до мыса Крильон, где, преодолев горный хребет, проехал по западному берегу залива Анива до Муравьёвского поста. Закончив длительное путешествие по Южному Сахалину, Рудановский больше месяца занимался приведением в порядок собранных материалов, картографированием и их систематизацией.
Пятое своё путешествие Рудановский совершил к заливу Мордвинова с 23 февраля по 3 марта 1854 года.
Из 250 дней, проведённых на Сахалине, Рудановский 140 находился в непрерывных поездках по острову. За время своих путешествий на собаках, шлюпках и пешком он преодолел свыше 700 км, исследовав территорию Южного Сахалина между 46 и 48 гр. сев. широты. По итогам составил описание восточного берега заливов Анива и Мордвинова, навигационно-гидрографическое описание района, лоцию и карту южной части Сахалина.
В 1854 году за Сахалинскую экспедицию 1853—1854 годов награждён орденом святого Станислава 3-й степени.

### Крымская война. Продолжение исследования острова Сахалин, Нижнего Амура и Приморья
С началом Крымской войны отправился на транспорте «Двина» из Муравьёвского поста в Императорскую гавань. Участник обороны Петропавловска- Камчатского.
Некоторое время командовал Константиновским постом, затем был назначен помощником начальника Аянского порта, занимался постройкой укреплений.
В 1855 году организовывал перевозку войск по Амуру, составление описи и промеры правого берега реки.
В 1856 году вновь направлен на Сахалин, чтобы выбрать наиболее выгодную возможность добычи там угля и уточнить границу с Японией. По результатам его работ были открыты три новых копи — Путятинская, Воздвиженская и Отасу. Кроме того, Рудановским был основан пост на реке Косукой и составлено описание западного берега Сахалина.
Важным итогом исследований лейтенанта Н. В. Рудановского явилась перепись аборигенного населения:
По данным 1854 года, дополненным в 1857 году, на юге острова насчитывалось 95 айнских стойбищ, в которых проживало 2479 человек (в районе залива Анива находилось 35 стойбищ, по берегу Охотского моря до реки Поронай — 22, на берегу Татарского пролива Японского моря — 35). Внутренние пространства южной части Сахалина оставались почти не заселенными — только в Сусунайской долине было три небольших айнских селения, насчитывавших всего 60 жителей.
Кроме айнов на юге острова временно проживало (на период летней путины) некоторое количество японцев, занимавших в 1854 году 44 пункта, в основном, на юго-западном побережье (Татарский пролив Японского моря) и в заливе Анива.

### Служба на Балтийском флоте и на Каспии
В 1858 году Рудановский был переведён в Балтийский флот. За участие в Сахалинской экспедиции получил ежегодную пенсию в 350 рублей.
В 1861—1863 годах командовал винтовыми лодками «Гром и Молния» и «Чайка». 1 января 1862 года произведён в капитан-лейтенанты.
Спустя 2 года был направлен в командировку в приволжские порты для изучения хлебной торговли. С этого времени в журнале «Морской сборник» начинают публиковать ряд статей Рудановского по вопросам хлебной торговли и другим. В 1865 году вернулся из командировки и в 1866 представил отчёт по её результатам, за который получил орден святого Станислава 2-й степени.
В 1869 году Рудановский вошёл в состав комиссии для рассмотрения различных вопросов, возникавших при составлении Сборника узаконений по хозяйственной части для военных судов. 1 января 1870 года был произведён в капитаны 2-го ранга, а 15 мая следующего года уволен для службы на коммерческих судах, но уже менее чем через год снова был зачислен на действительную службу и назначен в 8-й флотский экипаж, а через несколько месяцев — младшим помощником командира Кронштадтского порта. В том же 1871 году ему было поручено рассмотреть и дать отзыв о новой системе Н. П. Столпянского для первоначального обучения грамоте нижних чинов Гвардейского экипажа.
1 января 1873 года Рудановский произведён в капитаны 1-го ранга и назначен заведующим кадром мастеровых и рабочих Кронштадтского порта. Помимо своих прямых служебных обязанностей, он неоднократно принимал участие в разных комиссиях, как, например, в Комиссии, образованной в Обществе для содействия русской промышленности и торговле для обсуждения вопроса о пенсии рабочим, в Комиссии для пересмотра и исправления, сообразно действительной потребности, Положения о численности постоянных мастеровых и рабочих Кронштадтского порта и других.
7 ноября 1881 года Н. В. Рудановский получил звание контр-адмирала с увольнением от службы, по состоянию здоровья.
Николай Васильевич Рудановский скончался в Петербурге 2 января 1882 года.

## Н. В. Рудановский в топононимах России
Именем Николая Васильевича Рудановского назван полуостров и мыс в заливе Владимира Японского моря (Приморский край России) и протока в районе села Красногорск Сахалинской области и река в Томаринском районе, залив и высочайшая вершина хребта Шренка — гора (924 м.) в Долинском районе, а также улица и сквер в Южно-Сахалинске, улица в городе Корсаков (Сахалинской области России).
|  |  |  |

## Памятники Н. В. Рудановскому (фотогалерея)

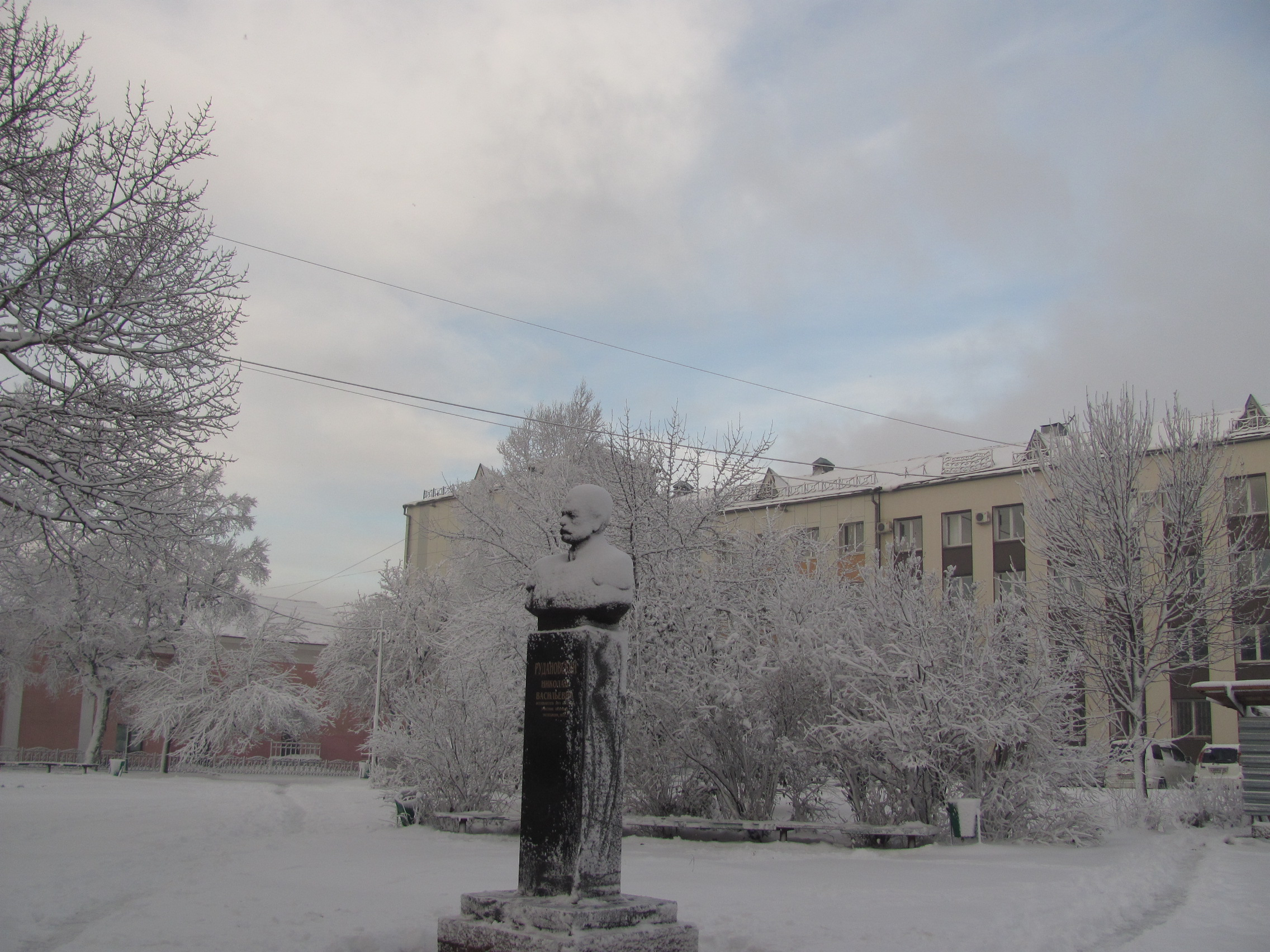
Бюст Николая Васильевича Рудановского в сквере рядом с кинотеатром "Комсомолец" в Южно-Сахалинске
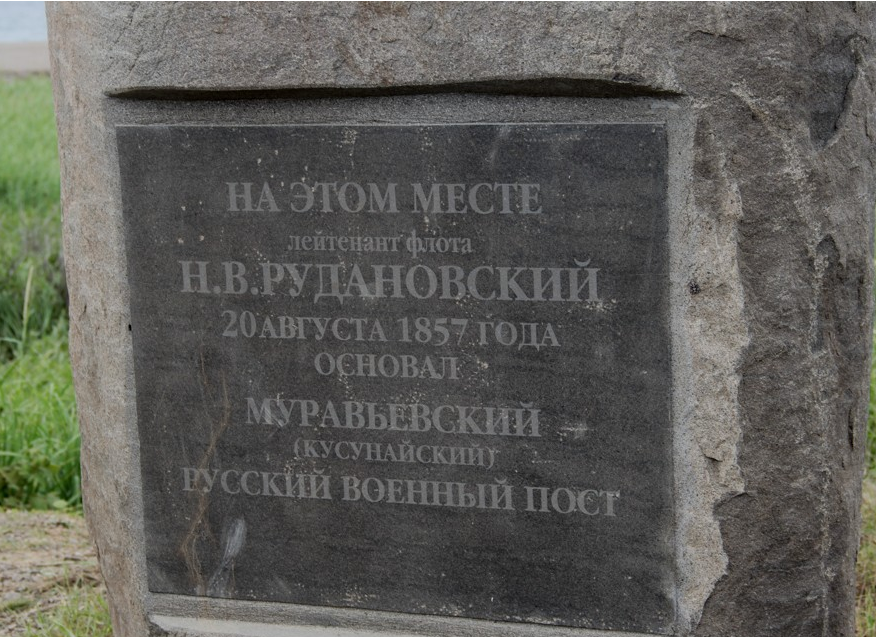
Стела в честь основания села Ильинское (Сахалинская область РФ) с памятной табличкой.

## Научные труды Н. И. Рудановского
Авторству Рудановского принадлежат несколько статей различной тематики.
Журнал «Морской сборник»:
- «О морской Кронштадтской Библиотеке» — 1862, № 3, стр. 4—15
- «Сведения о хлебной торговле в низовых Волжских пристанях. (Из Отчёта по путешествию кап.-лейт. Рудановского по реке Волге и её притокам для изыскания способа получения в команды Балтийского флота лучшего провианта)» — 1865, № 11, ч. неоф., стр. 3—59, № 12, стр. 147—182, 1866, № 6, стр. 3—15
- «О хлебной торговле в Санкт-Петербурге, о заготовке провианта в зерне и о новом приварке» — 1866, № 10, ч. неоф., стр. 125—140, № 11, стр. 79—112
- «О состоянии Беломорской хлебной торговли» — 1866, № 12, ч. неоф., стр. 213—219

Журнал «Вестник Европы»:
- «По поводу воспоминаний H. В. Буссе об острове Сахалине и экспедиции 1853 г.» — 1872, № 8, с предисловием Р. Невельского.

## Родственники
- Отец — Рудановский Василий Васильевич, 1774 год (Черниговская губерния) — 1853 год., подполковник, участник Наполеоновских войн, статский советник, советник Императора Александра I, председатель Казанской гражданской палаты, друг Натана Майера фон Ротшильда, рыцарь мальтийского ордена, кавалер орденов Святого Владимира 4 степени и святой Анны 2 степени[7][8].
- Мать — Рудановская Раиса (Розалия) Антоновна, (?) — ? гг., дочь польского шляхтича[7][8].

Кроме Николая в семье Василия и Раисы Рудановских было ещё девять сыновей и четверо дочерей:
- Елена (родилась в 1804 году; дата смерти неизвестна)[7].
- Александр (родился в 1811 году; дата смерти неизвестна) — подполковник, участник Крымской войны, помещик Казанской губернии[7][8].
- Мария (родилась в 1814 году; дата смерти неизвестна)[7].
- Павел (25 января 1816—1848) — штабс-капитан, запасной лесничий в Вильносском отделении казённых лесов Департамента Государственных имуществ[7][8].
- Василий (Валерий) (15 ноября 1819; дата смерти неизвестна) — помещик Казанской губернии[7][8].
- Екатерина (родилась 13 октября 1821; дата смерти неизвестна)[7].
- Григорий (родился 10 января 1824; дата смерти неизвестна) — майор, начальник Балахнинской уездной команды Нижегородской губернии[7][8].
- Михаил (родился 26 марта 1828; дата смерти неизвестна) — помещик Казанской губернии[7][8].
- Пётр (26 июня 1829 — 29 января 1888 гг.) — доктор медицины, российский врач — гистолог, невропатолог, офтальмолог, терапевт, хирург[7][8][9].
- Илья (родился 16 сентября 1830; дата смерти неизвестна) — помещик Казанской губернии[7][8].
- Степан (родился 12 ноября 1832; дата смерти неизвестна) — помещик Казанской губернии[7][8].
- Константин (родился 4 мая 1834; дата смерти неизвестна) — генерал-лейтенант[7][8][10].
- Варвара (родилась после 1834; дата смерти неизвестна)[7].